# Przysłop Waksmundzki
Przysłop Waksmundzki – niewielka, płaska przełęcz pomiędzy Gęsią Szyją (1489 m n.p.m.) i Suchym Wierchem Waksmundzkim (1485 m n.p.m.) w Tatrach Wysokich. Dawniej nazywana była także Waksmundzkimi Przysłopkami. Znajduje się na wysokości 1443 m n.p.m. na niewielkiej, zanikającej już polance reglowej. Jest to jedno z mniej zatłoczonych miejsc w Tatrach. W języku Wołochów – ludu, który wprowadził pasterstwo w Karpatach – słowo prislop oznacza przełęcz. Dawniej przełęcz i otaczające ją lasy były wypasane, wchodziły w skład Hali Waksmundzkiej. Błędnie czasami nazwę Przysłop Waksmundzki przesuwano na inne obiekty w otoczeniu tej przełęczy: Suchy Wierch Waksmundzki lub Rówień Waksmundzką.
W 1955 polanka na Przysłopie Waksmundzkim miała powierzchnię ok. 4 ha, ale w 2004 w wyniku zarośnięcia jej powierzchnia zmniejszyła się o ok. 91%.

## Szlaki turystyczne
z Równi Waksmundzkiej przez Przysłop Waksmundzki, Gęsią Szyję i Rusinową Polanę na Wierchporoniec. Czas przejścia z Równi Waksmundzkiej na Rusinową Polanę: 50 min, z powrotem 1 h. >